# Эллманн, Ричард
Ричард Эллманн (англ. Richard Ellmann; 15 марта 1918, Хайленд-Парк, Мичиган — 13 мая 1987, Оксфорд) — американский литературный критик, историк, биограф. Лауреат Пулитцеровской премии за биографию или автобиографию за биографию «Оскара Уайльда» 1989 года (в 2012 году издана на русском языке).

## Биография
Родился в семье еврейских иммигрантов — его отец, адвокат Джеймс Айзек Эллман (1887—?), переехал в США из Галаца; мать, Джин Барсук, — из Киева. Закончил Йельский университет, получил степень бакалавра (1939), в 1941 году — магистра. Во время мировой войны служил на флоте. В 1947 году защитил в Йеле докторскую диссертацию, тогда же получил степень магистра в Дублинском университете, где стажировался, изучая творчество Йейтса.
Жена — эссеист, супруги заключили брак в 1949 году, у них было трое детей.
Эллманн умер от БАС.

## Профессиональные интересы
Основные фигуры, привлекавшие внимание Эллманна, — модернистские британские писатели, выходцы из Ирландии: Йейтс, Уайльд, Джойс, Беккет.
Составитель ценных антологий модернистской поэзии, сочинений и писем Уайльда, Джойса, Анри Мишо

## Основные авторские публикации
- Yeats: The Man And The Masks (1948; пересмотр. изд. 1979)
- The Identity of Yeats (1954; 2-е изд. 1964)
- James Joyce (1959; Национальная книжная премия; пересмотр. изд. 1982, Мемориальная премия Джеймса Тейта Блэка)
- Eminent Domain: Yeats among Wilde, Joyce, Pound, Eliot, and Auden (1970)
- Literary Biography: An Inaugural Lecture Delivered Before the University of Oxford on 4 May 1971 (1971)
- Ulysses on the Liffey (1972)
- Golden Codgers: Biographical Speculations (1976)
- The Consciousness of Joyce (1977)
- James Joyce’s hundredth birthday, side and front views: A lecture delivered at the Library of Congress on March 10, 1982 (1982)
- Oscar Wilde at Oxford (1984)
- W.B. Yeats’s Second Puberty; A Lecture Delivered At The Library Of Congress On April 2, 1984 (1985)
- Oscar Wilde (1987, Национальная книжная премия, Пулитцеровская премия)
- Four Dubliners: Wilde, Yeats, Joyce, and Beckett (1987)

## Публикации на русском языке
- Оскар Уайльд. / Пер. Л. Мотылёва. — М.: Колибри, 2012.

## Преподавательская деятельность
Преподавал в Йеле, Оксфорде (1970—1984), с 1980 до кончины — в Университете Эмори.